# Wybory prezydenckie na Litwie w 1926 roku (grudzień)
Wybory prezydenckie były konsekwencją wojskowego zamachu stanu z 17 grudnia 1926 roku. Głosowanie odbyło się 19 grudnia 1926 roku. Jedynym kandydatem był Antanas Smetona, na którego głosowało 38 posłów. Tego samego dnia został zaprzysiężony na urząd prezydenta.